# 里奧奧索 (加利福尼亞州)
里奧奧索（英語：Rio Oso）是位於美國加利福尼亞州薩特縣的一個人口普查指定地區。

## 地理
里奧奧索的座標為38°57′06″N 121°31′52″W / 38.95167°N 121.53111°W，而該地最高點為海拔高度16米（即52英尺）。

## 人口
根據2010年美國人口普查的數據，里奧奧索的面積為16.920平方千米，均為陸地。當地共有人口356人，而人口密度為每平方千米21人。